# Sha-Na-Na
Sha-Na-Na is een rock-'n-roll-act uit New York, die in de jaren zestig en jaren zeventig van de twintigste eeuw kleine successen kende. De belangrijkste redenen daarvoor waren het optreden op Woodstock en de muzikale bijdrage aan de soundtrack voor de film Grease. Het repertoire van de groep bestaat uit vertolkingen van jaren-vijftignummers, en daarop geïnspireerde, zelfgeschreven muziek.

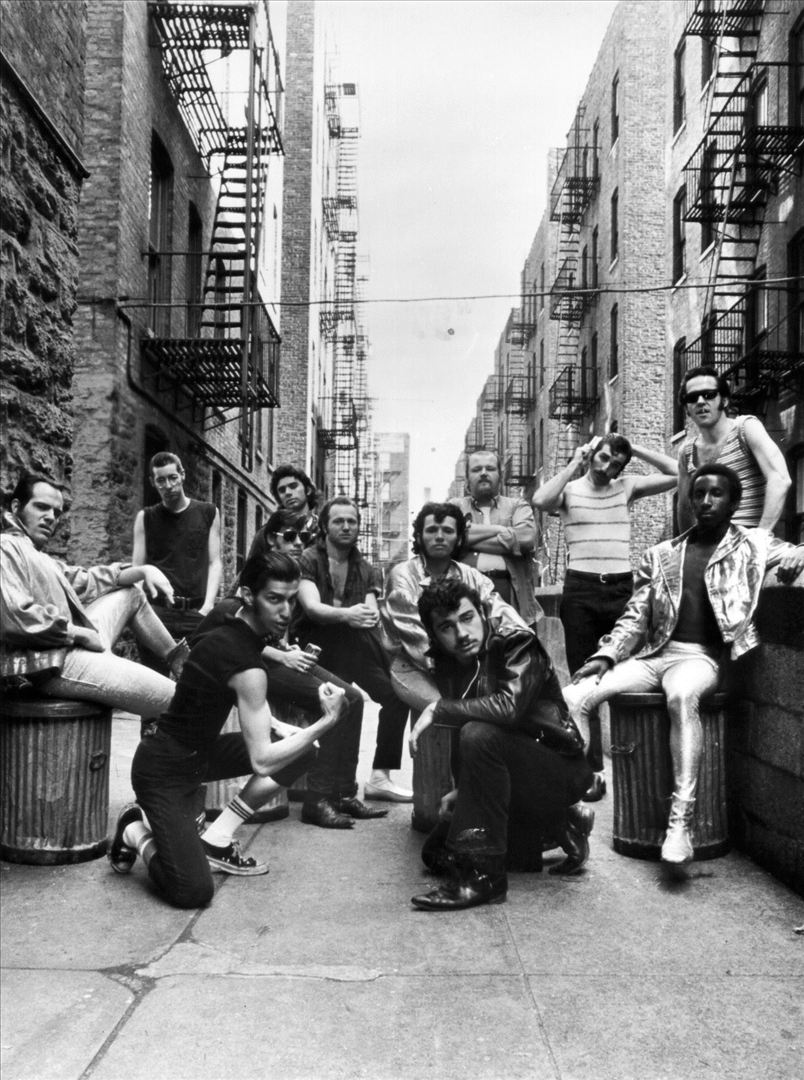
Sha Na Na 1972.

## Historie
Sha-Na-Na werd opgericht onder de naam The Kingsmen, maar veranderde op verzoek van een andere 'The Kingsmen' van naam. Met hun nieuwe naam werden ze vooral halverwege de jaren zeventig populair, toen er in Noord-Amerika en Engeland een plotselinge jaren-vijftiggekte heerste. Aan het einde van de jaren zeventig kreeg de band een eigen televisieshow, waar zij gasten ontvingen als James Brown en de Ramones. Het accent verschoof daarbij van stoer naar licht-komisch.

## Bandleden
'Sha-Na-Na' veranderde menigmaal van samenstelling. Op het moment is dit de samenstelling:
- Reggie Battise, zang
- Jim Waldbillig, bas
- Gene Jaramillo, gitaar
- Paul Kimbarow, drums
- Michael Brown, saxofoon.

Het meest memorabele lid is wellicht Jon Bauman, ofwel 'Bowzer'. Hij is uit de band gestapt om aan een solocarrière te gaan werken. Bovendien is hij verscheidene televisie- en radioprogramma's gaan presenteren. Vinnie Taylor werd in 1970 leadgitarist van de band, maar stierf op 17 april 1974 aan een overdosis heroïne, kort nadat hij een concert had gegeven op de universiteit van Virginia. De ex-leden David "Chico" Ryan en Mal Gray werden lid van de band Bill Haley and His Comets. Pianist Screamin' Scott Simon overleed in september 2024 op 75-jarige leeftijd.